# Postronna
Postronna [pɔstrɔnna] est un village dans le district administratif de Koprzywnica, dans le powiat de Sandomierz, voïvodie de Sainte-Croix, dans le centre-sud de la Pologne. Il se trouve à environ 7 kilomètres (4 milles) au nord-ouest de Koprzywnica, 18 km (11 mi) à l'ouest de Sandomierz, et 70 km (43 milles) au sud-est de la capitale régionale Kielce.
Le village a une population de 283 habitants.